# Getulio Alviani

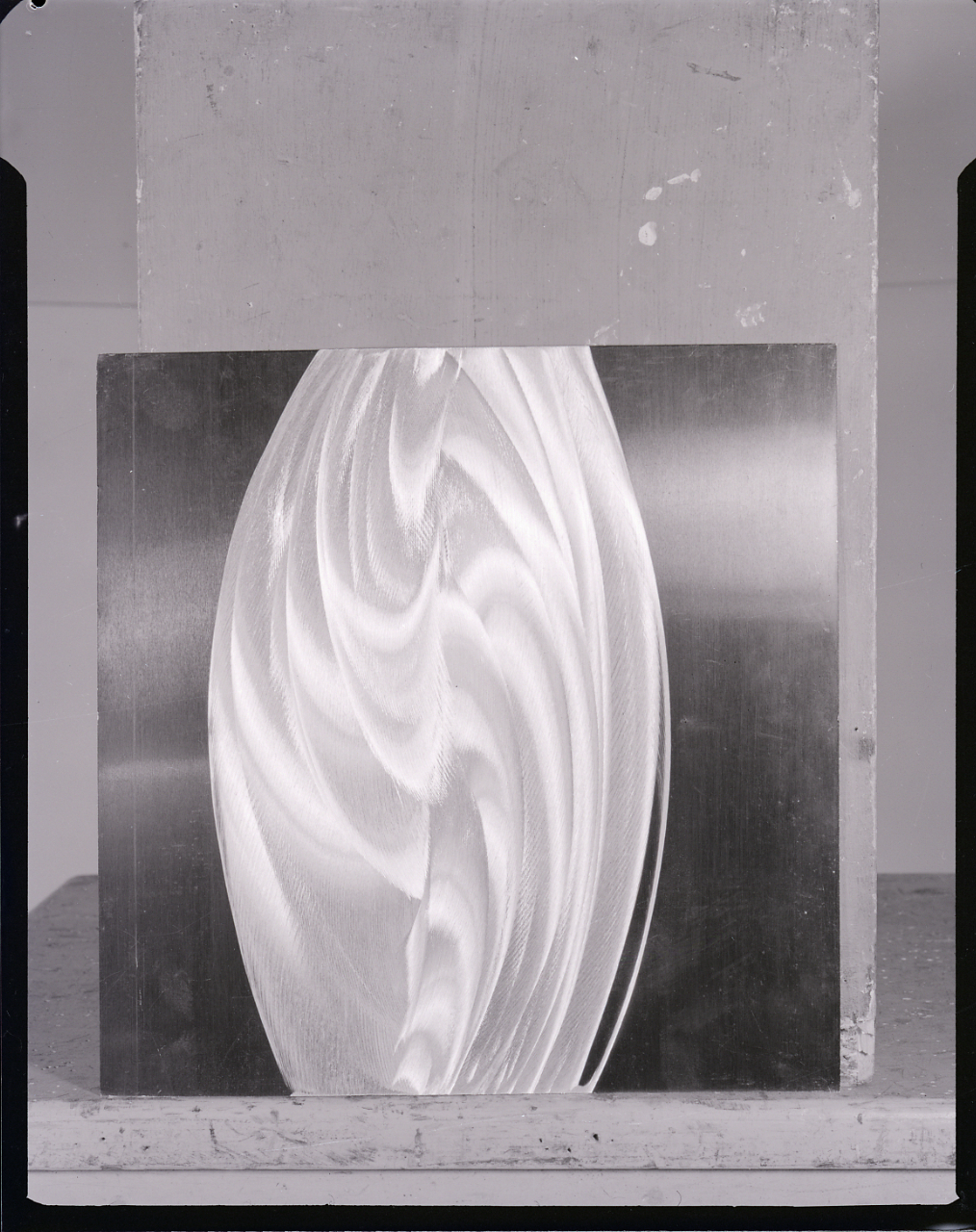
Getulio Alviani, Pannelli in alluminio. Foto di Paolo Monti, 1963 (Fondo Paolo Monti, BEIC)

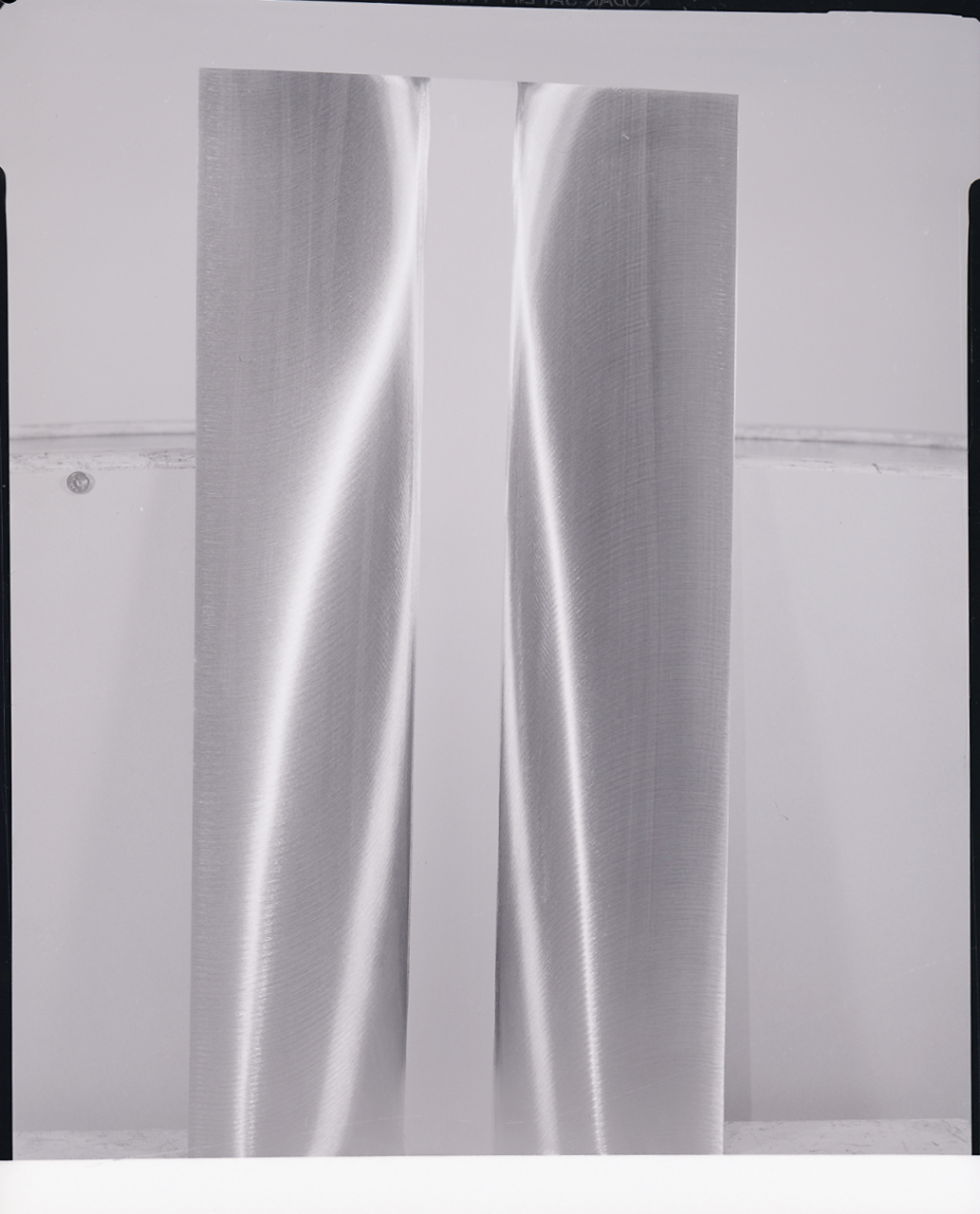
Pannelli in alluminio. Foto di Paolo Monti, 1963 (Fondo Paolo Monti, BEIC)

Getulio Alviani (Udine, 5 settembre 1939 – Milano, 24 febbraio 2018) è stato un artista e docente italiano.

## Biografia
Getulio Alviani, ideatore plastico, progettista, grafico, teorico, collezionista e attivo promotore culturale, sin da ragazzo frequenta a Udine il laboratorio dello scultore statuario Max Piccini dove apprende i primi rudimenti del fare; lavora poi in uno studio tecnico di architetti e ingegneri (Mimmo Biasi, Marcello D'Olivo) e successivamente in una grande industria di apparecchiature elettriche come grafico e progettista. Qui approfondisce i problemi della comunicazione visiva e studia da piccoli dispositivi di comando a strutture parietali trasformabili.
Alla fine degli anni Cinquanta realizza le prime "linee luce", superfici metalliche fresate che poi, organizzate e composte modularmente, diverranno "superfici a testura vibratile" che è stata la sua ricerca propedeutica.
Nel 1961 ha una personale alla Mala Galerija di Lubiana seguita nel 1962 da un'altra personale nello spazio della Galerija Suvremene Umjetnosti di Zagabria. Sempre nel 1962 partecipa alla mostra Arte programmata organizzata dalla Olivetti a Venezia, Roma e Düsseldorf. Nello stesso anno partecipa alla collettiva "Krit-Punto/2" presso il Palacio de la Virreina a Barcellona, alla collettiva "Anno 62" presso la Galerie 't venster di Rotterdam ed entra a far parte del movimento internazionale Nove Tendencije, fondato da Almir Mavignier, di cui fanno parte il Groupe de Recherche d'Art Visuelle di Parigi, il Gruppo N di Padova, Enrico Castellani e Piero Manzoni per quanto riguarda l'Italia; questo sodalizio artistico è la punta più avanzata di quella che la critica successiva chiamerà "Arte di ricerca visiva, ottica e cinetica".
In questi anni giovanili lega amicizie con Josef Albers, Anni Albers, Max Bill, Konrad Wachsmann, Hans Richter, Sonia Terk Delaunay, Henryk Berlewi, Pavel Mansouroff, Michel Seuphor e Lucio Fontana.
Nel 1963 partecipa alla mostra "ZERO - der neue Idealismus" nella Galerie Diogenes di Berlino. Sempre nel 1963 partecipa alla mostra collettiva Panorama Van de Nieuwe Tendenzen tenutasi presso la Galerie Amstel 47 di Amsterdam e alla collettiva comprendente gli artisti di Zero presso la Galerie d in Francoforte sul Meno. Nello stesso anno espone nella celebre galleria parigina di Denise René dove tornerà più volte negli anni successivi.
Nel 1964 espone al Musée des Arts Décoratifs del Museo del Louvre di Parigi alla mostra "Nouvelle Tendance Recherches Continuelles". Sempre nel 1964 partecipa a Mikro ZERO/NUL - Mikro Nieuw Realisme, mostra collettiva tenutasi presso la Galerie Delta di Rotterdam dal 7 al 20 agosto; Jeugdfestival di Velp dal 24 al 29 agosto e Galerie Amstel 47 di Amsterdam dal 31 agosto al 19 settembre.
Nel 1965 partecipa all'esposizione "The Responsive Eye" al Museum of Modern Art (MoMA) di New York ed esegue i primi progetti di ambienti con pareti speculari.
Nello stesso anno espone all'Albright Knox Art Gallery di Buffalo, al Tel Aviv Museum of Art di Tel Aviv, allo Stedelijk Museum di Amsterdam nella storica mostra collettiva di Zero "NUL negentien honderd en vijf en zestig", alla Städtische Galerie im Lenbachhaus di Monaco di Baviera e partecipa alla VIII Biennale di San Paolo del Brasile.
Nel 1966 espone alla Kunsthalle di Berna e al Museum of Contemporary Art di Nagaoka.
Nel 1967 partecipa alla biennale internazionale di arti grafiche a Tokyo, espone allo Institute of Contemporary Art di Boston, al Kunsternes Hus di Oslo, al Musée d'Art et Industrie di Saint-Étienne, al Musée de Beaux Artes di Bruxelles, nella Staditsche Kunsthalle di Düsseldorf, al Gemeentemuseum di L'Aia, al Carnegie Institute di Pittsburgh e al Musée d'Art Contemporain di Montréal.
Nel 1968 espone alla Kunsthalle di Colonia e partecipa a Documenta 4 a Kassel.
Nel 1969 espone al Palais des Beaux Art di Bruxelles.
Nel 1973 partecipa alla X Quadriennale di Roma ed espone al San Francisco Museum of Art di San Francisco.
Durante gli anni Settanta approfondisce e sviluppa con una coerenza sempre più estrema i temi che gli sono congeniali allargando il suo interesse dalle strutture ai problemi cromatici, sino alla visualizzazione di processi chimici e fisici. Nel 1975 illustra con 3 cromogrammi il volume di Ruggero Orlando "Libro d'ore" pubblicato dalla Nuova Foglio di Macerata.
Nel 1976 ottiene la cattedra all'Accademia di belle arti di Carrara che lascerà nel 1981 per andare a dirigere il Museo de Arte Moderno Jesús Soto di Ciudad Bolívar in Venezuela da lui consacrato all'Arte percettiva.
Nel 1964, 1986 e con un ambiente nel 1993 espone alla Biennale di Venezia, seguito nel 1995 con la partecipazione al Fuori Uso di Pescara.
Negli anni Novanta tiene mostre personali al Muzeum Okregove di Chełm (1994) e al Muzej Suvremene Umjetnosti di Zagabria (1997).
Nel 2000 è presente alla mostra collettiva "Open Ends" tenutasi presso il Museum of Modern Art (MoMA) di New York realizzata per evidenziare quanto accaduto nel mondo dell'Arte dal 1960 fino all'inizio del nuovo millennio attraverso l'esposizione di opere realizzate da artisti che in quell'arco temporale si erano resi protagonisti sullo scenario internazionale.
Nel 2001 gli viene dedicata una mostra monografica di superfici metalliche allo Städtischens Museum Gelsenkirchen e una rassegna al Mondriaanhuis di Amersfoort.
Tra il 2001 e il 2003 è inoltre presente a Luce movimento & programmazione, mostra itinerante nei musei di Ulm, Mannheim, Gelsenkirchen, Kiel, Schwerin e Klagenfurt am Wörthersee.
Nel 2007 espone al Museo Nacional Centro de Arte Reina Sofía di Madrid nella mostra Lo[s] Cinético[s] e nello stesso anno partecipa all'esposizione "Optic Nerve" presso il Columbus Museum of Art di Columbus, Ohio.
Nel 2012 partecipa alla collettiva "Ghosts in The Machine" presso il New Museum of Contemporary Art di New York.
Ha eseguito progetti di architettura e si è dedicato con impegno crescente alla cura di testi ed esposizioni riguardanti i protagonisti delle ricerche strutturali e visive a livello internazionale. È anche autore di un libro su Josef Albers (1988), ha curato con Giancarlo Pauletto un libro su Michel Seuphor (1987), e ha contribuito con le sue fotografie a un libro di G. Pauletto e M. A. Miller su Richard Anuszkiewicz (1988), un allievo di Josef Albers.
Nel 2013 partecipa alla mostra collettiva Dynamo - un siècle de lumière et de mouvement dans l'art 1913-2013, al Grand Palais di Parigi.
Sposato in prime nozze con Angela Maria Brollo ed in seconde nozze con Anna Palange, muore a Milano il 24 febbraio 2018.

## Sulla linea dell'optical art
Dal 1961 Alviani si immette strada internazionale dell'Optical art attraverso mostre collettive in tutto il mondo, come è scritto nel Catalogo del museo d'arte moderna e contemporanea di Casa Cavazzini, che custodisce una sua opera del 1973, Superficie a testatura vibratile. «Azzerando la "mano" del pittore, le opere di tale periodo, definibile optical, si opponevano sia alla tradizionale visione contemplativa della pittura sia ad ogni espressione emotiva, privilegiando l'azione riflettente della luce e la percezione dinamica che si imprimeva sulla retina oculare».

## Opere

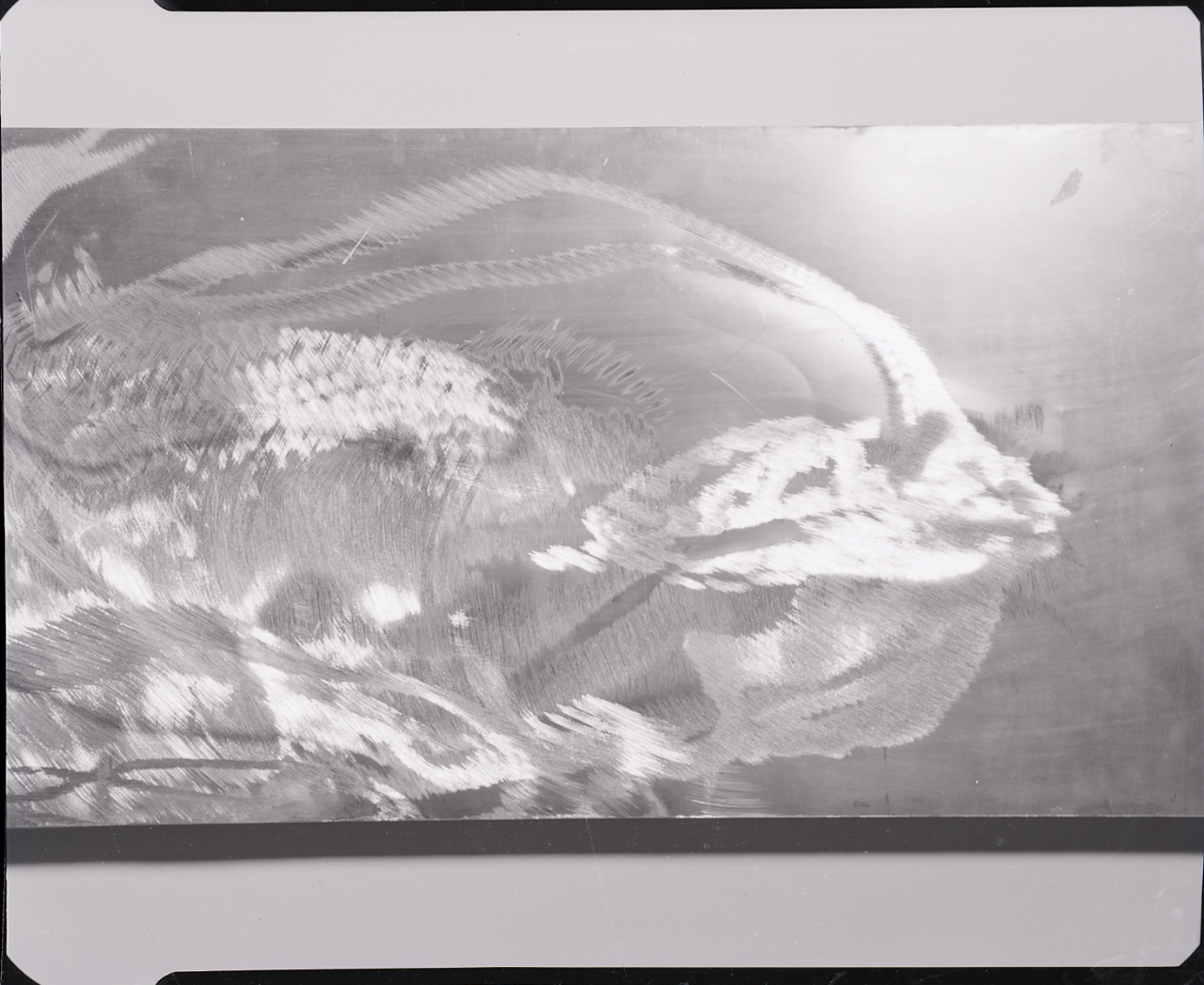
Pannello in metallo fresato. Foto di Paolo Monti, 1958 (Fondo Paolo Monti, BEIC)

Tra le opere le superfici a testura vibratile, realizzate in alluminio, ove la superficie, fresata elettricamente con una precisione determinata da preordinata programmazione, muta continuamente a seconda delle posizioni degli angoli visuali e dell'incidenza luminosa generando immagini sempre diverse, come pure le superfici a testura vibratile circolari chiamate Dischi, realizzate in acciaio o alluminio, ove la vibratilità luminosa si ottiene lavorando manualmente la superficie metallica con un tornio meccanico che tranciandola in forme logiche dà moduli per possibili costruzioni di indeterminate superfici che anche in questo caso mutano continuamente a seconda delle posizioni degli angoli visuali e dell'incidenza luminosa.
Altri lavori sono i rinomati "rilievi speculari ad elementi curvi" in acciaio, i "cerchi virtuali" costituiti da semicerchi in rame cromato posti su superfici di acciaio speculare secondo varie posizioni e successioni logiche come pure i "cerchi progressivi" in acciaio e le "cromostrutture speculari" realizzate in alluminio.

## Getulio Alviani nei musei

### Musei in Italia
- Galleria nazionale d'arte moderna e contemporanea (GNAM), Roma
- Collezione Farnesina, Roma
- Fondazione VAF- Museo d'arte moderna e contemporanea di Trento e Rovereto (MART), Rovereto
- Museo del Novecento di Milano
- Aurum, Pescara
- Galleria civica d'arte moderna e contemporanea (GAM), Torino
- Museo d'arte moderna di Bologna (MamBo), Bologna
- Galleria d'arte moderna e contemporanea (GAMeC), Bergamo
- Museo sperimentale d'arte contemporanea (MUSPAC), L'Aquila
- Galleria d'arte moderna di Udine (GAMUD), Udine
- Centro d'arte moderna e contemporanea (Camec), La Spezia
- Museo d'arte contemporanea Donnaregina Museo Madre, Napoli
- Museo arte Gallarate (MAGA), Gallarate
- Trevi Flash Art Museum of Contemporary Art di Trevi
- Fondazione Calderara, Vacciago di Ameno
- Galleria Comunale d'Arte Moderna, collezione Ugo Ugo, Cagliari
- MAGI '900, Pieve di Cento, Bologna

### Musei all'estero
- Museum of Contemporary Art Sydney, Sydney
- Museo de Arte Contemporáneo de Buenos Aires, Buenos Aires
- Museum Moderner Kunst Stiftung Ludwig, Vienna
- Musée d´art contemporain de Montréal, Montréal
- Carleton University Art Gallery, Ottawa
- MMSU - Museum of Modern and Contemporary Art Rijeka, Rijeka
- Museum of Contemporary Art Zagreb, Zagabria
- Kunsten Museum of Modern Art Aalborg, Aalborg
- Daimler Contemporary, Berlino
- Deutsche Bank Collection, Francoforte sul Meno
- Forum Konkrete Kunst, Erfurt
- Museum Folkwang Essen, Essen
- Museum Ritter, Waldenbuch
- Städtisches Museum Abteiberg, Mönchengladbach
- Museum gegenstandsfreier Kunst, Otterndorf
- Leopold Hoesch Museum, Düren
- ZKM | Museum für Neue Kunst, Karlsruhe
- Museum Morsbroich, Leverkusen
- Modern Gallery, László Vass Collection, Veszprém
- Museum of Contemporary Art Skopje, Skopje
- Milan Dobeš Museum, Bratislava
- Museo Kröller-Müller, Otterlo
- Museum Mondriaanhuis, Amersfoort
- Van Abbemuseum, Eindhoven
- Muzeum Ziemi Chelmskiej, Chełm
- MS-Muzeum Sztuki Lodz, Łódź
- Kunstmuseum Basel, Basilea
- Museum Haus Konstruktiv, Zurigo
- Arts Council Collection, Londra
- Victoria and Albert Museum, Londra
- MoMA-Museum of Modern Art, New York
- Albright-Knox Art Gallery, Buffalo, New York
- Neuberger Museum of Art, Purchase, New York
- Smithsonian Cooper-Hewitt National Design Museum, New York
- Los Angeles County Museum of Art - LACMA, Los Angeles
- The Janet Turner print Museum at California State University, Chico
- Art Museum of the University of Memphis (AMUM), Memphis
- David Bermant Foundation, Santa Barbara
- Mills College Art Museum, Oakland
- Miami University Art Museum, Oxford (Ohio)
- Museo de Arte Moderno Jesús Soto, Ciudad Bolívar

## Pubblicazioni
- Getulio Alviani, Giancarlo Pauletto, Michel Seuphor, Concordia Sette, Pordenone, 1987
- Giancarlo Pauletto, Margaret A. Miller, Richard Anuszkiewicz: Opere 1961-1987, fotografie di Getulio Alviani, Centro Iniziative Culturali, Pordenone, 1988
- Getulio Alviani, Josef Albers, L'arca edizioni, Pordenone, 1988, ISBN 88-7838-001-6; ISBN 978-88-7838-001-1